# Dragovići (Vrbovsko)
Pour les articles homonymes, voir Dragovići.
Dragovići est une localité de Croatie située dans la municipalité de Vrbovsko, comitat de Primorje-Gorski Kotar. En 2001, la localité comptait 4 habitants.

## Démographie
| 1948 | 1953 | 1961 | 1971 | 1981 | 1991 | 2001 |
| ---- | ---- | ---- | ---- | ---- | ---- | ---- |
| 48   | 10   | 14   | 17   | 10   | 8    | 4    |